# Pallanuoto ai campionati mondiali di nuoto 1994 - Torneo maschile
La VII edizione dei campionati mondiali di pallanuoto si è tenuta dal 1º al 14 settembre 1994 negli impianti del Complesso natatorio del Foro Italico di Roma, nel corso dei settimi campionati del mondo di nuoto.
La formula del torneo è rimasta la stessa dell'edizione precedente.
I padroni di casa dell'Italia si sono laureati campioni del mondo per la seconda volta battendo la Spagna, alla seconda finale persa consecutiva. Nella finale per il bronzo tra le esordienti Russia e Croazia hanno avuto la meglio gli ex sovietici.

## Squadre partecipanti
GRUPPO A
- Germania
- Paesi Bassi
- Romania
- Stati Uniti

GRUPPO B
- Australia
- Croazia
- Nuova Zelanda
- Spagna

GRUPPO C
- Cuba
- Grecia
- Russia
- Sudafrica

GRUPPO D
- Canada
- Italia
- Kazakistan
- Ungheria

## Prima Fase

### Gruppo A
|    | Squadra     | Pt | G | V | P | S | GF | GS | Diff |
| -- | ----------- | -- | - | - | - | - | -- | -- | ---- |
| 1. | Paesi Bassi | 4  | 3 | 2 | 0 | 1 | 25 | 22 | +3   |
| 2. | Stati Uniti | 4  | 3 | 2 | 0 | 1 | 25 | 22 | +3   |
| 3. | Germania    | 4  | 3 | 2 | 0 | 1 | 24 | 23 | +1   |
| 4. | Romania     | 0  | 3 | 0 | 0 | 3 | 19 | 26 | –7   |

| Data     | Gara        | Gara  | Gara        |
| -------- | ----------- | ----- | ----------- |
| 02-09-94 | Germania    | 9 - 8 | Paesi Bassi |
| 02-09-94 | Stati Uniti | 9 - 7 | Romania     |
| 03-09-94 | Paesi Bassi | 8 - 7 | Stati Uniti |
| 03-09-94 | Germania    | 8 - 6 | Romania     |
| 04-09-94 | Stati Uniti | 9 - 7 | Germania    |
| 04-09-94 | Paesi Bassi | 9 - 6 | Romania     |

### Gruppo B
|    | Squadra       | Pt | G | V | P | S | GF | GS | Diff |
| -- | ------------- | -- | - | - | - | - | -- | -- | ---- |
| 1. | Spagna        | 6  | 3 | 3 | 0 | 0 | 47 | 13 | +34  |
| 2. | Croazia       | 4  | 3 | 2 | 0 | 1 | 49 | 18 | +31  |
| 3. | Australia     | 2  | 3 | 1 | 0 | 2 | 39 | 22 | +17  |
| 4. | Nuova Zelanda | 0  | 3 | 0 | 0 | 3 | 7  | 89 | –82  |

| Data     | Gara      | Gara   | Gara          |
| -------- | --------- | ------ | ------------- |
| 02-09-94 | Australia | 28 - 4 | Nuova Zelanda |
| 02-09-94 | Spagna    | 11 - 6 | Croazia       |
| 03-09-94 | Spagna    | 10 - 5 | Australia     |
| 03-09-94 | Croazia   | 35 - 1 | Nuova Zelanda |
| 04-09-94 | Spagna    | 26 - 2 | Nuova Zelanda |
| 04-09-94 | Croazia   | 8 - 6  | Australia     |

### Groppo C
|    | Squadra   | Pt | G | V | P | S | GF | GS | Diff |
| -- | --------- | -- | - | - | - | - | -- | -- | ---- |
| 1. | Grecia    | 5  | 3 | 2 | 1 | 0 | 27 | 14 | +13  |
| 2. | Russia    | 5  | 3 | 2 | 1 | 0 | 24 | 11 | +13  |
| 3. | Cuba      | 2  | 3 | 1 | 0 | 2 | 18 | 13 | +5   |
| 4. | Sudafrica | 0  | 3 | 0 | 0 | 3 | 6  | 37 | –31  |

| Data     | Gara   | Gara   | Gara      |
| -------- | ------ | ------ | --------- |
| 02-09-94 | Grecia | 15 - 3 | Sudafrica |
| 02-09-94 | Russia | 5 - 4  | Cuba      |
| 03-09-94 | Grecia | 5 - 5  | Russia    |
| 03-09-94 | Cuba   | 8 - 1  | Sudafrica |
| 04-09-94 | Grecia | 7 - 6  | Cuba      |
| 04-09-94 | Russia | 14 - 2 | Sudafrica |

### Gruppo D
|    | Squadra    | Pt | G | V | P | S | GF | GS | Diff |
| -- | ---------- | -- | - | - | - | - | -- | -- | ---- |
| 1. | Italia     | 6  | 3 | 3 | 0 | 0 | 33 | 19 | +14  |
| 2. | Ungheria   | 4  | 3 | 2 | 0 | 1 | 35 | 18 | +17  |
| 3. | Kazakistan | 2  | 3 | 1 | 0 | 2 | 24 | 29 | –5   |
| 4. | Canada     | 0  | 3 | 0 | 0 | 3 | 6  | 32 | –26  |

| Data     | Gara       | Gara    | Gara       |
| -------- | ---------- | ------- | ---------- |
| 02-09-94 | Ungheria   | 13 - 0  | Canada     |
| 02-09-94 | Italia     | 13 - 7  | Kazakistan |
| 03-09-94 | Kazakistan | 10 - 4  | Canada     |
| 03-09-94 | Italia     | 11 - 10 | Ungheria   |
| 04-09-94 | Ungheria   | 12 - 7  | Kazakistan |
| 04-09-94 | Italia     | 9 - 2   | Canada     |

## Seconda Fase

### 1º - 8º posto

#### Gruppo E
|    | Squadra     | Pt | G | V | P | S | GF | GS | Diff |
| -- | ----------- | -- | - | - | - | - | -- | -- | ---- |
| 1. | Spagna      | 4  | 3 | 2 | 0 | 1 | 36 | 23 | +13  |
| 2. | Croazia     | 4  | 3 | 2 | 0 | 1 | 26 | 28 | -2   |
| 3. | Paesi Bassi | 2  | 3 | 1 | 0 | 2 | 25 | 34 | -9   |
| 4. | Stati Uniti | 2  | 3 | 1 | 0 | 2 | 24 | 28 | -4   |

| Data     | Gara        | Gara    | Gara        |
| -------- | ----------- | ------- | ----------- |
| 06-09-94 | Spagna      | 16 - 7  | Paesi Bassi |
| 06-09-94 | Croazia     | 9 - 7   | Stati Uniti |
| 07-09-94 | Croazia     | 11 - 10 | Paesi Bassi |
| 07-09-94 | Stati Uniti | 10 - 9  | Spagna      |

### Gruppo F
|    | Squadra  | Pt | G | V | P | S | GF | GS | Diff |
| -- | -------- | -- | - | - | - | - | -- | -- | ---- |
| 1. | Italia   | 6  | 3 | 3 | 0 | 0 | 25 | 21 | +4   |
| 2. | Russia   | 3  | 3 | 1 | 1 | 1 | 24 | 24 | 0    |
| 3. | Ungheria | 2  | 3 | 1 | 0 | 2 | 33 | 30 | +3   |
| 4. | Grecia   | 1  | 3 | 0 | 1 | 2 | 16 | 23 | -7   |

| Data     | Gara     | Gara    | Gara     |
| -------- | -------- | ------- | -------- |
| 06-09-94 | Italia   | 7 - 6   | Russia   |
| 06-09-94 | Ungheria | 11 - 6  | Grecia   |
| 07-09-94 | Italia   | 7 - 4   | Grecia   |
| 07-09-94 | Russia   | 13 - 12 | Ungheria |

### 9º - 16º posto

#### Gruppo G
|    | Squadra       | Pt | G | V | P | S | GF | GS | Diff |
| -- | ------------- | -- | - | - | - | - | -- | -- | ---- |
| 1. | Australia     | 5  | 3 | 2 | 1 | 0 | 42 | 16 | +26  |
| 2. | Germania      | 5  | 3 | 2 | 1 | 0 | 30 | 15 | +15  |
| 3. | Romania       | 2  | 3 | 1 | 0 | 2 | 24 | 18 | -6   |
| 4. | Nuova Zelanda | 0  | 3 | 0 | 0 | 3 | 9  | 56 | -47  |

| Data     | Gara      | Gara   | Gara          |
| -------- | --------- | ------ | ------------- |
| 06-09-94 | Germania  | 15 - 2 | Nuova Zelanda |
| 06-09-94 | Australia | 7 - 5  | Romania       |
| 07-09-94 | Australia | 7 - 7  | Germania      |
| 07-09-94 | Romania   | 13 - 3 | Nuova Zelanda |

#### Gruppo H
|    | Squadra    | Pt | G | V | P | S | GF | GS | Diff |
| -- | ---------- | -- | - | - | - | - | -- | -- | ---- |
| 1. | Cuba       | 6  | 3 | 3 | 0 | 0 | 24 | 15 | +9   |
| 2. | Kazakistan | 4  | 3 | 2 | 0 | 1 | 33 | 15 | +18  |
| 3. | Canada     | 2  | 3 | 1 | 0 | 2 | 24 | 26 | -2   |
| 4. | Sudafrica  | 0  | 3 | 0 | 0 | 3 | 12 | 37 | -25  |

| Data     | Gara       | Gara    | Gara       |
| -------- | ---------- | ------- | ---------- |
| 06-09-94 | Cuba       | 5 - 4   | Kazakistan |
| 06-09-94 | Canada     | 10 - 5  | Sudafrica  |
| 07-09-94 | Cuba       | 11 - 10 | Canada     |
| 07-09-94 | Kazakistan | 19 - 6  | Sudafrica  |

## Fase Finale

### Gruppo 5º - 8º posto
|    | Squadra     | Pt | G | V | P | S | GF | GS | Diff |
| -- | ----------- | -- | - | - | - | - | -- | -- | ---- |
| 5. | Ungheria    | 5  | 3 | 2 | 1 | 0 | 32 | 23 | +9   |
| 6. | Stati Uniti | 3  | 3 | 1 | 1 | 1 | 26 | 26 | 0    |
| 7. | Grecia      | 2  | 3 | 1 | 0 | 2 | 20 | 25 | -5   |
| 8. | Paesi Bassi | 2  | 3 | 1 | 0 | 2 | 20 | 24 | -4   |

| Data     | Gara        | Gara    | Gara        |
| -------- | ----------- | ------- | ----------- |
| 09-09-94 | Stati Uniti | 8 - 7   | Grecia      |
| 09-09-94 | Ungheria    | 10 - 6  | Paesi Bassi |
| 10-09-94 | Ungheria    | 11 - 11 | Stati Uniti |
| 10-09-94 | Grecia      | 7 - 6   | Paesi Bassi |

### Gruppo 9º - 12º posto
|     | Squadra    | Pt | G | V | P | S | GF | GS | Diff |
| --- | ---------- | -- | - | - | - | - | -- | -- | ---- |
| 9.  | Germania   | 5  | 3 | 2 | 1 | 0 | 33 | 21 | +12  |
| 10. | Australia  | 5  | 3 | 2 | 1 | 0 | 27 | 23 | +4   |
| 11. | Cuba       | 2  | 3 | 1 | 0 | 2 | 19 | 26 | -7   |
| 12. | Kazakistan | 0  | 3 | 0 | 0 | 3 | 20 | 29 | -9   |

| Data     | Gara      | Gara   | Gara       |
| -------- | --------- | ------ | ---------- |
| 09-09-94 | Germania  | 14 - 8 | Kazakistan |
| 09-09-94 | Australia | 10 - 8 | Cuba       |
| 10-09-94 | Australia | 10 - 8 | Kazakistan |
| 10-09-94 | Germania  | 12 - 6 | Cuba       |

### Gruppo 13º - 16º posto
|     | Squadra       | Pt | G | V | P | S | GF | GS | Diff |
| --- | ------------- | -- | - | - | - | - | -- | -- | ---- |
| 13. | Romania       | 6  | 3 | 3 | 0 | 0 | 34 | 17 | +17  |
| 14. | Canada        | 4  | 3 | 2 | 0 | 1 | 29 | 23 | +6   |
| 15. | Sudafrica     | 2  | 3 | 1 | 0 | 2 | 14 | 23 | -9   |
| 16. | Nuova Zelanda | 0  | 3 | 0 | 0 | 3 | 13 | 27 | -14  |

| Data     | Gara      | Gara   | Gara          |
| -------- | --------- | ------ | ------------- |
| 09-09-94 | Canada    | 11 - 8 | Nuova Zelanda |
| 09-09-94 | Romania   | 11 - 6 | Sudafrica     |
| 10-09-94 | Sudafrica | 3 - 2  | Nuova Zelanda |
| 10-09-94 | Romania   | 10 - 8 | Canada        |

### Semifinali
| Roma 9 settembre 1994 | Spagna | 9 – 6 (4-0, 1-4, 2-0, 2-2) | Russia | Foro Italico |

| Roma 9 settembre 1994 | Italia | 8 – 5 (2-1, 3-1, 3-1, 0-2) | Croazia | Foro Italico |

### Finale 3º posto
| Roma 10 settembre 1994 | Russia | 14 – 13 | Croazia | Foro Italico |

### Finale 1º posto
| Roma 10 settembre 1994 | Italia | 10 – 5 (3-2, 4-0, 2-2, 1-1) | Spagna | Foro Italico |

## Classifica Finale
| Pos.    | Squadra       |
| ------- | ------------- |
| Oro     | Italia        |
| Argento | Spagna        |
| Bronzo  | Russia        |
| 4       | Croazia       |
| 5       | Ungheria      |
| 6       | Stati Uniti   |
| 7       | Grecia        |
| 8       | Paesi Bassi   |
| 9       | Germania      |
| 10      | Australia     |
| 11      | Cuba          |
| 12      | Kazakistan    |
| 13      | Romania       |
| 14      | Canada        |
| 15      | Sudafrica     |
| 16      | Nuova Zelanda |